# 황정석
황정석(黃正錫, 1967년 6월 6일 ~ )은 대한민국의 산불 전문가이자 교육자이며, 산불정책기술연구소 소장이다. 경북대학교 대학원에서 산불교육을 주제로 농학박사 학위를 취득하였으며, 2003년 행정자치부 선정 산림분야 신지식인, 2013년 산림청 인증 제1호 산불전문가로 위촉되었다. 그는 국내 최초의 산불 교육 전문 박사로서, 산불 예방·대응 정책 수립과 현장 훈련 체계 개발에 기여해 왔다. 황정석은 《우리나라 산불이야기》, 《현장중심형 산불진화 전략 전술론》, 《산불의 정석》 등의 저서를 통해 산불 대응에 대한 대중적 이해를 넓혔으며, 산불방지전문강사로서 강의와 정책 자문 활동을 이어가고 있다. 또한 대한민국 산림청을 비판하며 산불 대응 주체의 전문성 강화를 위한 제도 개혁을 꾸준히 주장하고 있다.

## 생애
황정석은 1967년 6월 6일 경상북도 영주시에서 태어났다. 경북대학교 생태환경시스템학과를 졸업하고 동 대학원에서 산불교육을 주제로 농학박사 학위를 취득하였다. 전통 숯가마의 화재 특성과 산불 발생 조건 간의 관계를 주제로 30년간 현장 조사와 실험을 진행하였다. 2003년 행정자치부로부터 산림분야 신지식인으로 선정되었다. 2004년에는 경북대학교 산림자원학과에서 강사로 강의하였다. 산불 발생 원인, 확산 경로, 진화 방식에 관한 실증적 데이터를 수집하여 산불 대응 체계 분석 및 교육 기법 개발에 활용하였다.
2013년 산림청으로부터 제1호 산불전문가로 공식 위촉되었으며, 같은 해 산불방지전문강사로 등록되었다. 이후 지방자치단체, 산림청, 소방청, 군부대, 국립공원 등을 대상으로 한 산불예방 및 진화 관련 교육을 실시하였다. 강의는 이론 수업과 현장 실습, 전략 전술 교육으로 구성되었으며 연간 150회 이상의 교육을 실시하였다. 누적 강의 횟수는 1,500회 이상이다. 교육은 소방공무원, 산불전문예방진화대, 의용소방대원, 지자체 공무원, 민간인 등을 대상으로 진행되었다. 산불 예방법, 초기 진화 요령, 현장 지휘, 산불확산예측 및 상황분석, 현장 지휘 구조, 장비 운용 방식 등을 포함하였다.
2014년에는 특수법인 한국산불방지기술협회의 설립 준비위원 겸 창립 발기인으로 참여하였다. 협회의 설립 목적은 산불 예방 기술의 민간 적용 확대와 교육 훈련 체계 개발이었다. 이후 산불정책연구소를 설립하고 소장직을 맡았다. 연구소는 산불 관련 정책 제안, 대응 전략 분석, 지자체 정책 자문, 교육 커리큘럼 개발, 보고서 작성 등의 기능을 수행하였다. 산림청과 지방자치단체, 국회 입법조사처 등에 자문 및 보고서를 제출하였다.
정책 자문 활동으로는 산불 대응 지휘체계 개편 제안을 포함하였다. 황정석은 산림청과 소방청 간 지휘권 혼선을 지적하며 산불 대응 주체의 일원화를 주장하였다. 산불 지휘권을 소방청으로 일원화하고, 산림보호는 산림청, 인명과 시설 보호는 소방청으로 구분할 것을 제안하였다. 또한 산불진화 인력을 의용소방대로 재편하고, 상설 운영체계를 구축할 것을 주장하였다. 이와 같은 제도개편안은 국회 토론회, 국회입법조사처 간담회, 지방자치단체 공청회 등에서 발표되었다.
황정석은 교육자료와 교재를 직접 작성하였다. 산불예방 및 진화교육 교재 20여 권을 제작하였고, 실전 대응 전략 및 지휘기법을 중심으로 구성하였다. 강의에서 사용된 주요 교재는 산림청과 소방청의 현장 교육에 채택되었다. 주요 저서로는 2017년 《황 박사의 우리나라 산불이야기: 전쟁 같은 산불이 오고 있다!》가 있으며, 이 저서는 2019년 과학기술정보통신부와 한국과학창의재단이 선정한 우수과학도서로 지정되었다. 2020년에는 《현장중심형 산불진화 전략 전술론》, 2025년 《산불의 정석》을 출간하였다.
산불 관련 방송 출연 및 언론 인터뷰도 수행하였다. 2025년 3월 CBS 김현정의 뉴스쇼에 출연하여 산불 진화 시 비의 영향에 대해 설명하였다. 같은 시기 KBS, SBS, MBC 등 지상파와 종합편성채널에 출연하여 산불 확산 메커니즘, 현장 대응 구조, 기상 조건 분석 등을 설명하였다. 또한 산불예측시스템의 필요성과 재난문자 한계에 대해 언급하였다. 소방방재 전문 매체 등에 기고문을 실었으며, “산불도 사회재난으로 관리해야 한다”는 제목의 칼럼을 발표하였다.
온라인 활동으로는 블로그 “황 박사의 산불이야기”를 운영하였다. 해당 블로그에는 산불 발생 사례, 대응 방식 분석, 장비 사용법, 교육 자료, 산불 관련 법제도 분석, 정책 제안 등이 게시되었다. 블로그는 과거 다음 블로그에서 운영되었으며, 이후 티스토리 플랫폼으로 이전되었다. 페이스북 계정을 통해 산불 발생 시 현장 사진과 분석을 실시간으로 게시하였다. SNS에서는 전문가 대상 정보와 일반인 대상 정보를 병행하여 공유하였다.
연구 보고서로는 대전, 보령, 부여, 당진 산불위험지 조사보고서, 산불 발생 분석 보고서, 산불 대응 훈련계획서, 산불 진화 매뉴얼, 경북 소방중심 산불대응체계 구축방안, 산불교육과정개발 및 선진화방안, 대전 도심형 산불대응체계 구축방안, 인도네시아 몽골 산불대응체계 구축방안 등이 있다. 산림청, 지방자치단체 등 공공기관의 의뢰를 받아 작성된 보고서는 산불 원인 분석, 확산 경로 추적, 장비 투입 시점, 인력 배치, 진화 종결 요건 등을 포함하였다. 주요 보고서의 일부 내용은 기관의 산불 종합대책 및 예산편성 기준 자료로 반영되었다.
수상 경력으로는 2003년 행정자치부 신지식인 선정되어 국무총리 표창, 2023년 강원도지사 표창을 수상하였다. 황정석은 현재까지 산불정책연구소 소장직을 유지하고 있으며, 교육, 정책 자문, 보고서 작성, 장비 연구, 언론 대응 등 활동을 계속하고 있다.

## 주장
황정석 산불정책기술연구소 소장은 산림청의 산불 대응 정책과 구조에 대해 지속적으로 문제를 제기해온 민간 전문가로, 특히 2020년대 후반의 대형 산불 사태와 관련하여 언론 인터뷰, 방송 출연, SNS 등을 통해 산림청의 구조적 한계를 반복적으로 비판과 대안을 제시하였다. 그는 산불 대응 체계의 주무 관청이 산림청으로 되어 있는 점을 가장 근본적인 문제로 지적한다. 황정석에 따르면 산불은 발생 직후의 초기 대응이 가장 중요한데, 현재 산불 진화의 일선 지휘와 실행은 산림청 소속의 산불 진화대가 담당하고 있으며, 이들 중 대부분은 지역 단위의 고령 인력으로 구성되어 있어 실제 진화 능력이 현저히 떨어진다고 주장한다. 실제로 전국 산불 진화대 1만 여명 중 95% 이상이 단기 계약직으로 평균 65세 이상의 고령자로 구성되어 있으며, 80대와 90대 대원도 다수 포함되어 있다고 지적하였다. 그는 이들 대부분이 재정지원 일자리 형태의 기간제 노동자로서 전문적인 산불 진화 교육이나 안전 교육도 제대로 받지 못한 채 투입되고 있으며, 연 10시간 정도의 기초 교육만 받고 험준한 산악 지형의 화선에 배치되고 있다고 밝혔다. 이러한 인력 구조는 효과적인 초기 진화를 어렵게 만들고 있으며, 나아가 산불 현장에서의 안전사고 위험도 높이는 구조적 요인으로 작용하고 있다고 주장한다.
황정석은 또 다른 구조적 문제로 산림청의 헬기 중심 산불 진화 체계를 꼽는다. 산불 진화 헬기는 주로 공중에서 물을 투하하는 방식으로 운용되는데, 그는 이 방식이 불씨를 다시 살리는 하강풍을 유발할 수 있고, 연무에 가려진 불길의 위치를 정확히 식별하지 못할 경우 오히려 헬기 운용의 위험도와 실패 확률을 높인다고 보았다. 항공 진화가 제한적인 상황에서는 지상 인력의 조밀한 배치와 전략적 투입이 필요하나, 앞서 언급한 고령화된 산불 진화대 구조로 인해 지상 작전 또한 효율을 내기 어렵다고 주장하였다. 그는 이런 비효율적 시스템이 반복되는 데에는 조직 구조와 인사 시스템의 문제도 있다고 본다. 대형 산불이 발생하면 산림청 내 관련 부서와 공무원들이 인사 상 가점을 받고, 조직 규모와 예산도 커지는 경향이 있는데, 이와 대조적으로 소방청의 경우 대형 재난 발생 시 지휘관이 소환되는 등의 책임이 뒤따른다며 형평성 문제를 제기하였다. 황정석은 "산불이 대형화될수록 산림청은 격려를 받고, 조직은 확장되고 예산도 늘어난다. 그러나 소방은 대형 재난 시 책임을 진다. 이 구조 자체가 문제"라고 비판하였다.
그는 또한 산림청의 임도 정책에 대해서도 구조적인 문제가 있다고 지적하였다. 산불 진화와 예방을 위해 필요하다는 논리로 다수의 임도가 조성되고 있지만, 실제로는 임도가 산불의 확산 경로가 되는 바람길 역할을 하며 오히려 피해를 키우는 결과를 초래한다고 주장하였다. 2022년 경북 울진 지역 산불의 분석 결과를 제시하며, 임도가 조성된 지역에서 피해가 더 컸다는 점을 근거로 들었다. 황정석은 임도가 진화 차량의 접근성과 장비 투입을 위해 필요하다는 산림청의 입장에 대해, 임도의 실제 목적은 산림경영, 특히 벌채 작업을 위한 것이라고 지적하였다. 익명의 전직 산림청 직원의 증언을 빌려, 임도는 대형 차량이 나무를 실어 나르기 위한 수단이며, 산불 예방과는 관련이 없다고 주장하였다. 그는 실제로 산림청이 해마다 임도 확충에 수천억 원의 예산을 투입하고 있으며, 같은 해 울진 산불 피해 복구에 투입된 전체 예산보다 임도 관련 예산이 더 많았던 사례를 언급하며, 이 예산이 실제 피해 주민보다는 산림법인, 조합, 사업자에게 돌아간다고 비판하였다.
조림 정책에 대해서도 그는 문제를 제기하였다. 산림청은 오랫동안 소나무 중심의 단일 수종 조림 정책을 유지해왔는데, 황정석은 소나무가 산불 확산에 매우 취약한 수종이라고 주장하였다. 송진이라는 휘발성 수지가 다량 포함된 소나무는 불이 붙었을 때 폭발적인 확산력을 가지며, 동시에 연료로 작용하는 낙엽층 또한 두껍게 쌓여 있어, 불씨가 쉽게 붙고 재발화할 가능성도 높다고 분석하였다. 그는 활엽수와 혼효림의 조성이 산불 확산을 막는 데 더 효과적이며, 숲의 다양성과 내화성을 높이는 정책이 필요하다고 보았다. 하지만 산림청은 여전히 조림 효율성과 경관 단일성을 이유로 소나무 중심 정책을 고수하고 있으며, 이는 기후변화 시대에 역행하는 정책이라고 지적하였다.
황정석은 결국 이러한 문제의 근본 원인이 산불 대응의 주무 관청이 산림청이라는 구조 자체에 있다고 보고, 산불 대응 지휘권을 소방청으로 일원화해야 한다고 주장한다. 그는 소방청이 인명 구조와 화재 진압을 전문적으로 수행할 수 있는 유일한 기관이며, 24시간 대응 체계와 전국적인 조직망을 갖추고 있어 산불 대응의 전면에 나서야 한다고 본다. 그는 특히 의용소방대와 자율방범대 등 전국적으로 10만 명 이상 되는 조직을 활용하면, 신속한 초기 대응과 지역 맞춤형 방재 시스템이 구축 가능하다고 보았다. 현재와 같은 이원화된 지휘 체계는 현장에서 혼선을 초래하며, 지휘권 문제로 인해 골든타임을 놓치는 사례가 반복되고 있다는 점을 강조하였다. 그는 “산불이 발생하면 산림청은 산불을 끄기보다 통계와 예산에 집중하고, 소방청은 소방기본법상 구조 지원만 하게 되어 있다. 이런 구조에서는 절대 초기 대응이 불가능하다”고 언급하였다. 그는 산불을 자연재난이 아닌 사회재난으로 인식하고, 재난안전법 체계 안에서 통합 대응해야 한다고도 주장하였다.
황정석의 이러한 발언은 언론과 학술 세미나, 국회 간담회, 방송 인터뷰 등 다양한 경로로 알려졌으며, 특히 2025년 경북·경남권 대형 산불 이후에는 언론들이 그의 견해를 적극 인용하며, 산불 대응 체계의 개편을 둘러싼 공론의 한 축으로 부상하였다. 그는 개인 블로그와 SNS를 통해 실시간으로 산불 확산 경로를 예측하고 위험 지역 주민들에게 대피 권고를 하는 등 현장 기반의 전문가 역할도 수행하고 있으며, 기후조건, 바람의 방향, 산세에 따른 산불 확산의 과학적 설명을 바탕으로 산불을 둘러싼 다양한 사회 구조적 문제를 지속적으로 제기하고 있다.